# Nguyễn Bồ

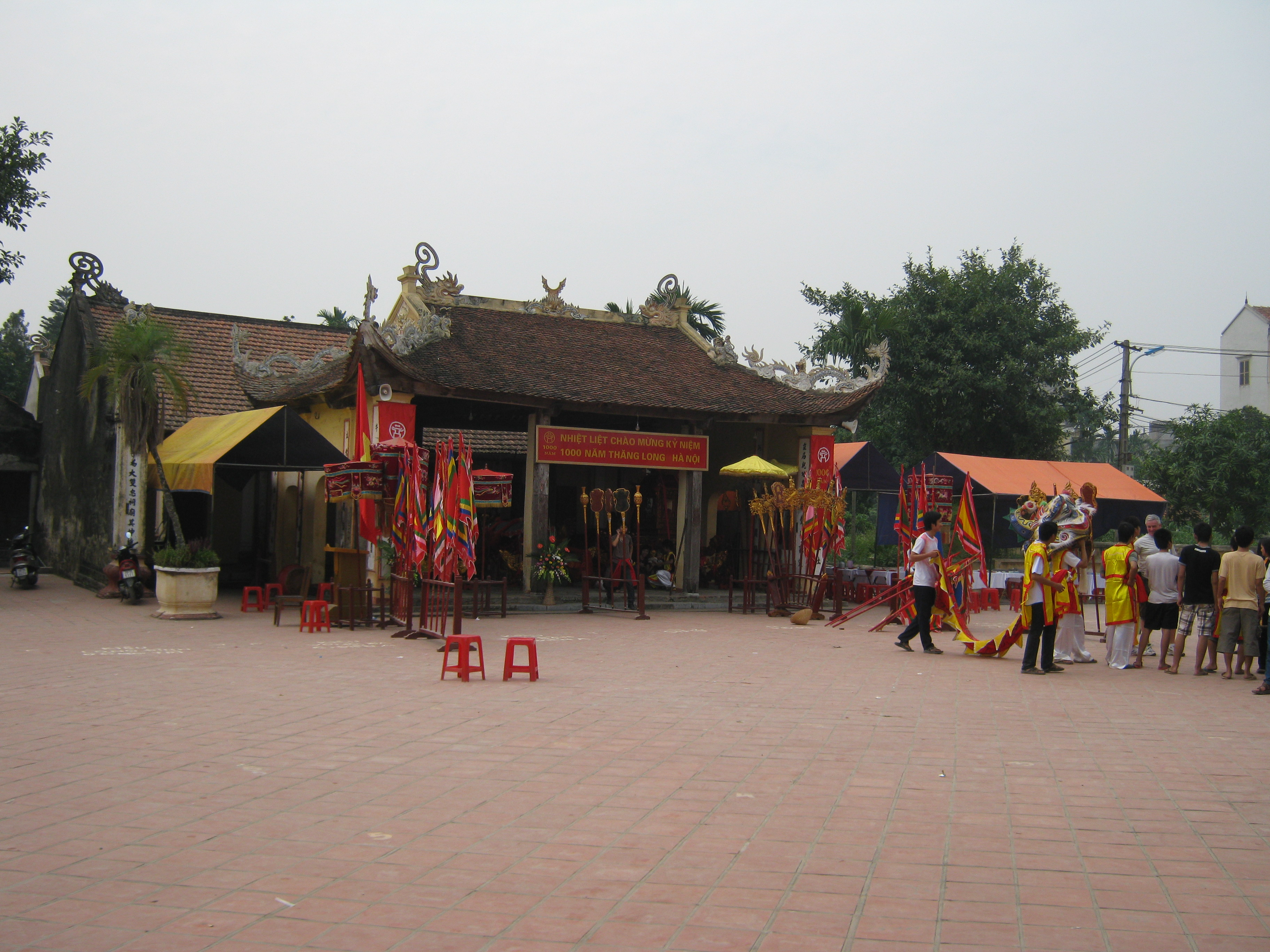
Đình Ba Dân - Tứ Hiệp - Thanh Trì - Hà Nội

Nguyễn Bồ (919 - 967) là một vị tướng và khai quốc công thần của triều nhà Đinh. Ông có nhiều công lao giúp Đinh Tiên Hoàng đánh dẹp loạn 12 sứ quân thế kỷ 10 trong lịch sử Việt Nam. Vợ ông là bà Đinh Quế Hương - chị Vua Đinh Tiên Hoàng.

## Tiểu sử
Sử sách không đề cập tới Nguyễn Bồ. Ông chỉ được nhắc đến qua các tài liệu thần phả.
Thần phả tại đình Ba Dân ở Thanh Trì, Hà Nội ghi ông có hai người anh em là Nguyễn Bặc và Nguyễn Phục, là người châu Đại Hoàng (Ninh Bình) ngày nay, cả ba đều là tướng đi theo Đinh Bộ Lĩnh hùng cứ ở Hoa Lư thời nhà Ngô. Cả Đinh Điền, Trịnh Tú và Lưu Cơ cũng tham gia vào lực lượng này.
Cũng theo thần phả, ngày 6 tháng 6 năm Đinh Mão (tức 15 tháng 7 năm 967), Đinh Bộ Lĩnh điều một đạo quân do tướng Nguyễn Bồ chỉ huy tiến đánh sứ quân Nguyễn Siêu ở Tây Phù Liệt, một sứ quân mạnh nhất lúc bấy giờ, nhưng nhiều ngày vẫn không hạ được thành. Tướng Nguyễn Bồ, Nguyễn Phục và 2 vị tướng khác là Đinh Thiết và Cao Sơn cùng rất nhiều binh lính đều tử trận. Đinh Bộ Lĩnh cả giận, thống lĩnh toàn quân, cử Nguyễn Bặc làm Đại tướng tiên phong, đánh một trận phá tan sứ quân Nguyễn Siêu vào ngày 15 tháng 7 năm đó (tức 22 tháng 8 năm 967)..
Khi Đinh Bộ Lĩnh lên ngôi, Nguyễn Bồ được phong Phù gia Hiển huệ Chiêu nghĩa đại vương.

## Tôn vinh
Hiện nay, nơi thờ chính của Nguyễn Bồ là đình Ba Dân thuộc làng Cổ Điển thuộc xã Tứ Hiệp, huyện Thanh Trì, Hà Nội. Đình Ba Dân là đình chung của 3 làng: Cương Ngô, Cổ Diển, Đồng Trì thờ chung các ông Nguyễn Bặc, Nguyễn Bồ và Nguyễn Phục. Các làng Cương Ngô, Cổ Điển và Đông Trì cũng có đền thờ riêng.
Đình làng Văn Điển nay là thị trấn Văn Điển, huyện Thanh Trì, Hà Nội cũng là nơi thờ anh em Nguyễn Bồ.
Vợ Nguyễn Bồ, tức công chúa Quế Hương, là chị gái Đinh Tiên Hoàng, nghe tin chồng mất, tuyệt thực mà qua đời. Nguyễn Bồ được truy tôn là Phù gia Hiển huệ Chiêu nghĩa đại vương, tức là Đức Thánh Cả.
Anh em Nguyễn Bồ, Nguyễn Bặc đều được đặt tên cho 2 tuyến đường gần nhau ở Thanh Trì, Hà Nội.
Đường Nguyễn Bồ dài 846 m, bắt đầu từ ngã bao giao cắt đường Ngọc Hồi tại cầu Văn Điển, đến ngã ba tiếp giáp đường gom cao tốc Pháp Vân- Cầu Giẽ tại Bệnh viện Nội Tiết Trung ương.
Đường Nguyễn Bặc dài 1.146m đoạn từ gã ba giao cắt đường Ngọc Hồi tại số 405 đến ngã tư giao cắt đường Nguyễn Bồ tại cầu Tứ Hiệp.